# عقارب سوطية
العقارب السوطية (الاسم العلمي: Thelyphonidae) هي فصيلة من العنكبوتيات تتبع رتبة العقربيات السوطية. سميت بذلك بسبب شبهها مع العقارب الحقيقية وبسبب الذيل الذي يبدو كالسوط.

## أسر
- عقرباوات سوطية

## أجناس
- العقرب السوطي